# Question!
Question!  — це другий сингл гурту «System of a Down», з четвертого альбому гурту Mezmerize, який вийшов у 2005 році.

## Видання

### Сингл
1. «Question!»
2. «Sugar» (live)

### UK
«Question!»  	
1. «Forest» (live)
2. «Prison Song» (live)
3. «Question!» (video, live at Hurricane Festival 2005)

### DVD
1. «Question!» (відео-кліп)
2. «B.Y.O.B.» (відео-кліп)
3. «Sugar» (live at Big Day Out 2005)
4. «B.Y.O.B.» (live at London Astoria in 2005)